# 的場昌長
的場 昌長（まとば まさなが）は、戦国時代から江戸時代初めにかけての武士。紀伊国雑賀荘の土豪で、雑賀衆の1人。仮名は源四郎。

## 生涯
的場氏は、的戸田宿禰の末裔といい、南朝に仕えた的保輝の子孫という。紀伊国雑賀荘中之島を本拠とした。
昌長は紀伊各地で武功を挙げたとされ、織田信長と本願寺が戦う石山合戦の際には本願寺に味方した。天正4年（1576年）、織田軍の攻撃に備えて守りを固める本願寺に雑賀から馬上100騎、鉄砲1,000挺ほどが加勢しており、昌長はその鉄砲衆の大将として鈴木重秀や横庄司加仁右衛門と共に名を挙げられている（『真鍋真入斎書付』）。
同年5月3日には、本願寺の補給路を押さえようとする原田直政ら織田軍との戦いに参加した。『佐武伊賀働書』によると、前日に織田方にいる門徒の者から原田直政らが大勢で繰り出すとの知らせを受け、昌長と鈴木重秀の協議により、昌長と佐武義昌が三津寺まで出張ることにした。夜が明けても敵が来る様子がなかったため昌長らは引き返しかけたが、その途中やってきた鈴木重秀がよく見定めるよう言ったため3人で三津寺に戻ったところ、敵が襲来したという。昌長ら本願寺方と織田方はしばらく銃撃戦を行ったが、本願寺から大勢の鉄砲衆が来たことで織田方は崩れ、原田直政は戦死した。
天正5年（1577年）2月に始まる織田信長による紀州攻めでは、昌長は佐武義昌と共に小雑賀の城を32日間守ったという（『佐武伊賀働書』）。その後、和議により城を明け渡した。
天正6年（1578年）11月に荒木村重が織田信長に背くと、鈴木重秀が荒木方の摂津花隈城に入り、防衛を行っているが、横庄司蟹（加仁）右衛門、中村右衛門九郎、昌長の3人も雑賀の「鉄砲千挺之大将」として花隈城に籠もって、池田恒興と戦ったという。
天正12年（1584年）8月に本願寺顕如が紀州を退去する際、信国の刀や黄金、時服を賜った。
同年の小牧・長久手の戦いの際には、昌長は徳川家康に味方して和泉国へ出張り、羽柴秀吉方の中村一氏と戦った。この後、秀吉の弟である羽柴秀長の家臣・桑山重晴を頼り、朝鮮出兵の際には桑山氏に属して、朝鮮に渡り働いた。
慶長5年（1600年）に浅野幸長が紀伊に入国した際、昌長は仕官の誘いを受けたが辞退した。代わりに長男・源八が500石で出仕し、元和5年（1619年）の安芸転封にも源八は付き従った。
昌長の跡は二男・源四郎勝吉が継ぎ、紀州徳川家に200石で仕えた。勝吉の跡はその長男・九左衛門正勝が継ぎ、貞享元年（1684年）に嗣子なく死去した。これにより的場氏の嫡家は断絶することとなったが、勝吉の二男・源八包好の家などが分家として存続した。
後世の的場家に、昌長が顕如から与えられた信国の刀や朝鮮出兵時に昌長の描いた朝鮮居城の図などが伝わっている。

## 逸話
ある時昌長は、首供養は首を33取った者が行うと聞き、それまでに14、5の首を取っていたため残り20程の首を取って供養を行おうと思い立つ。昌長は宮郷付近の麦畑に隠れて、往来する根来の者を見つけ次第鉄砲で討ち取った。昌長を捕らえようとする者がいても馬で追い付くのが困難な速さで逃げ、そのうえ畔に上手く隠れたため近くに来ても見つけることができず、昌長は「小雲雀」との異名を付けられた。こうした昌長1人の行いにより、根来の僧俗2万人は他行を恐れたという。この後、36日目で首の数が33となったため紀三井寺で供養を行った。
またこの最中に、中間6、7人を連れた根来の赤井坊〔ママ〕が馬で宮郷を通りかかった際、赤井坊は昌長を見つけると「勝手に可打」と両肌脱ぎとなった。その勇気に感じ入った昌長は、鉄砲で撃つことなく通したという。これにより根来の杉坊・泉鉄坊〔ママ〕から昌長に礼状が送られた。
晩年、昌長は病のために堺の安立軒を訪ねて5、60日薬を服用したが効果はなく、安立の勧めで京都の医者・驢庵玄朔（半井驢庵か）に見せたものの、安立と同じ見立てのため安立の薬を用いるよう言われた。昌長は、あちこち駆け回り命を惜しむように見えるのは心外だとの書き置きを残し、堺に戻る途中、乗物の中で切腹して果てたという。